# Feminist Press
Feminist Press (рус. Феминисткая Пресса ; официально The Feminist Press at CUNY) — американское независимое некоммерческое литературное издательство, продвигающее свободу слова и социальную справедливость. Организация основана в 1970 году для борьбы со сексуальными стереотипами в литературных произведениях, начала свою деятельность со спасения «потерянных» работ таких писателей, как Зора Ниэл Херстон, Шарлотта Перкинс Гилман и Ребекка Хардинг Дэвис, и учредила свою издательскую программу с книгами американских писателей различного расового и классового происхождения. Feminist Press также издаёт переводную литературу со всего мира для североамериканских читателей. Это самое долгоживущее женское издательство в мире. Расположено в Центре выпускников Городского университета Нью-Йорка. 

## История
К концу 1960-х годов и Флоренс Хоу, и её муж Пол Лаутер преподавали в школах свободы в Миссисипи, и Хоу  составила мини-программу исследований для своих учениц-писательниц в колледже Гаучер в Балтиморе. Её первоначальный призыв к ряду университетских и отраслевых издательств выпустить серию критических феминистских биографий оказался безрезультатным. В конце концов, «Baltimore Women’s Liberation» — активная местная группа и издатели успешного нового журнала, помогли собрать деньги для первых публикаций прессы. Первой опубликовали детскую книгу Барбары Даниш «Дракон и доктор» в 1971 году. Мечты Хоу о создании феминистских биографий воплотились в публикации книги Элизабет Барретт Браунинг в конце 1971 года.
В годы основания Феминистской прессы Тилли Олсен кардинально изменила курс, предоставив Хоу фотокопию 1861 страницы американского журнала «The Atlantic Monthly», содержащую анонимно опубликованную новеллу Ребекки Хардинг Дэвис «Жизнь на железных мельницах». В 1972 году пресса выпустила эту работу Ребекки Хардинг Дэвис как первую из серии заново открытых классиков феминистской литературы. Второе предложение Олсен — «Дочь Земли» Агнес Смедли, и предложение Элейн Хеджес — «Жёлтые обои» Шарлотты Перкинс Гилман, были опубликованы в 1973 году. С тех пор оба предложения стали основными в американской литературе и женских учебных программах, в 1990 году была выпущена Антология американской литературы Нортона, в которую вошли и «Жизнь на железных мельницах» и «Желтые обои».
Весной 1971 года Хоу с мужем переехали в Нью-Йорк, где она начала работать в Государственном университете Нью-Йорка в Олд-Уэстбери (SUNY / Old Westbury). Феминистическая пресса была встречена с энтузиазмом и поддержкой со стороны студентов. В 1972 году Феминистическая пресса стала организацией «501 (c) 3» со статусом свободной от налогов, а в 1975 году пресса переехала в собственную штаб-квартиру в отдельном доме. Феминистская пресса была склонна к созданию демократического рабочего места, где сотрудники работали бы в Правлении, которое принимало все издательские и политические решения. Кроме того, весь оплачиваемый персонал получал одинаковую заработную плату и работал в комитетах, включая редакционные, финансовые, маркетинговые и дистрибьюторские.
Пресса продолжила свою новаторскую программу издательской работы по трем категориям: феминистские биографии, переиздания важных произведений писательниц и несуществующие детские книги. Для каждой категории пресса включила в состав консультативных комитетов выдающихся писательниц-феминисток, ученых и преподавателей. Консультативный комитет по переизданию был создан в 1973 год и включал: Рослин Баксандалл, Мари Джо Бул, Эллен Дюбуа, Флоренс Хоу, Полу Лаутер, Лори Олсен, Лилиан Робинсон, Дебору С. Розенфельт, Элейн Шоуолтер и Катарин Стимпсон. В 1973 г. Пресса получила финансирование от Фонда семьи Рокфеллеров для исследования учебников по английскому языку и истории для средних школ. В 1975 году пресса получила два крупных гранта от Фонда Форда и Корпорации Карнеги, чтобы начать то, что стало семилетним проектом, — «Жизнь женщин/Работа женщин», новаторская серия из 12 книг и учебных пособий в дополнение к английскому языку и обществознанию в средней школе.  Серия была опубликована совместно с Феминистической прессой и «Webster Division» Макгроу-Хилла. В ходе проекта книги и учебные пособия были тщательно протестированы и оценены учителями школ по всей стране.
Книги из серии «Жизнь женщин»/«Работа женщин»:
- Кантаров, Эллен с О’Мэлли, Сьюзан Гуши; Стром, Шэрон Хартман (1980). Перемещение горы: женщины, работающие для социальных изменений. Олд Вестбери, Нью-Йорк: Феминистская пресса; Нью-Йорк: Макгроу-Хилл. ISBN 0070204438.
- Эльзассер, Нан; Маккензи, Кайл; Tixier y Vigil, Ивонн, ред. (1980) Лас-Мухерес: разговоры из латиноамериканского сообщества Олд Вестбери, Нью-Йорк: Феминистская пресса; Нью-Йорк: Макгроу-Хилл. ISBN 0912670843.
- Хеджес, Элейн; Вендт, Ингрид, ред. (1980) В её собственном изображении: женщины, работающие в искусстве Олд Вестбери, Нью-Йорк: Феминистская пресса; Нью-Йорк: Макгроу-Хилл. ISBN 0912670738.
- Хоффман, Нэнси, изд. (1981) «Настоящая» профессия женщины: голоса из истории обучения. Олд Вестбери, Нью-Йорк: Феминистская пресса; Нью-Йорк: Макгроу-Хилл. ISBN 0912670932.
- Хоффман, Нэнси; Хау, Флоренция, ред. (1979) Женщины, работающие: Антология рассказов и стихов. Олд Вестбери, Нью-Йорк: Феминистская пресса; Нью-Йорк: Макгроу-Хилл. ISBN 0070204314.
- Дженсен, Джоан М., изд. (1981) Этими руками: женщины, работающие на земле. Олд Вестбери, Нью-Йорк: Феминистская пресса; Нью-Йорк: Макгроу-Хилл. ISBN 0912670908.
- Кесслер-Харрис, Алиса (1981) Женщины всегда работали: исторический обзор. Олд Вестбери, Нью-Йорк: Феминистская пресса; Нью-Йорк: Макгроу-Хилл. ISBN 091267086X.
- Николас, Сьюзен Кэри; Прайс, Алиса М.; Рубин, Рэйчел (1979) Права и неправота: борьба женщин за юридическое равенство. Олд Вестбери, Нью-Йорк: Феминистская пресса; Нью-Йорк: Макгроу-Хилл. ISBN 0070204241.
- Ромер, Нэнси (1981) Цикл половой роли: социализация от младенчества до старости. Олд Вестбери, Нью-Йорк: Феминистская пресса; Нью-Йорк: Макгроу-Хилл. ISBN 091267069X.
- Стерлинг, Дороти (1979) Черные праматери: три жизни. Олд Вестбери, Нью-Йорк: Феминистская пресса; Нью-Йорк: Макгроу-Хилл. ISBN 0070204330.
- Свердлоу, Эми; Брайденталь, Ренате; Келли, Джоан; Vine, Phylis (1981) Семья и родственники: семьи в движении. Олд Вестбери, Нью-Йорк: Феминистская пресса; Нью-Йорк: Макгроу-Хилл. ISBN 0912670681.
- Близнец, Стефани Л., изд. (1979) Out of the Bleachers: Writings on Women and Sport. Олд Вестбери, Нью-Йорк: Феминистская пресса; Нью-Йорк: Макгроу-Хилл. ISBN 0070204292.

Феминистическая пресса также сыграла новаторскую роль в зарождающейся области женских исследований, предоставив учебные материалы, библиографии, справочники и информационный бюллетень. Информационный центр по женским исследованиям, созданный в прессе, был основным источником информации до основания Национальной ассоциации женских исследований в 1977 году. Летом 1985 года по приглашению школы Феминистическая пресса переехала в кампус Городского университета Нью-Йорка на Девяносто четвёртой Восточной улице. Получив возможность содержать независимый персонал и совет директоров, Пресса с благодарностью приветствовала ресурсы и известность, предоставленные этим партнерством.
В 2001 году Жан Казелла стала исполнительным директором по печати. За ней последовали Глория Джейкобс, бывший редактор журнала «Ms. Magazine», Дженнифер Баумгарднер — соучредитель «Soapbox Inc.» — и Джамия Уилсон — нынешний исполнительный директор Феминистической прессы (назначена в 2017 году).

## Наши дни
Уилсон — самая молодая директор за сорок девять лет истории Прессы и первая темнокожая женщина, возглавившая организацию. Пресса, под её руководством, также недавно попыталась выйти за рамки простого издательского дела. При этом Пресса организовала множество мероприятий и конференций, посвященных ключевым обсуждениям феминизма.
«Я выросла, читая книги Феминистической прессы с полки моей матери, и они сыграли важную роль в развитии моего мировоззрения как активиста и писателя. Для меня большая честь присоединиться к этой команде, объединяющей разные поколения, чтобы оживить межсекторальное видение прессы о публикации непримиримых, доступных текстов, которые вдохновляют на действия, учат сочувствию и создают сообщество», — объяснила Уилсон после своего назначения на должность редактора.
Феминистская пресса по-прежнему опирается на симбиотические отношения между публикацией и её читателями. В этом обмене книга не только продвигает идеи для своего читателя, но также вдохновляет на новые формулировки, которые в конечном итоге могут сформировать будущие публикации.
Феминистская пресса остается актуальной в быстро меняющемся мире современной политики и стремительной эволюции феминизма. Среди последних бестселлеров — дебютные сборники рассказов Камиллы Акер и Ивелисы Родригес, в которых рассказывается о жизни темнокожих женщин и девочек. Книга Ивелисы Родригес была номинированы на Американскую литературную премию ПЕН/Фолкнер в 2019 году.
В 2016 году Пресса запустила проект «Аметистовые издания», который курирует Мишель Ти. Проект поддерживает начинающих квир-писателей, использующих экспериментальные стили письма. Бронтез Пурнелл, чей роман «С тех пор как я свалил ношу» был опубликован «Аметистовым изданием», в 2018 году получил премию Уайтинга в жанре художественная литература. Среди последних переведенных бестселлеров — «Марс» Аси Бакич, который перевел Дженнифер Зобл; «Илиак» Кристины Риверы Гарза в переводе Сары Букер; и «Обнаженная женщина» Армонии Сомер в переводе Кита Мод. Роман Вирджини Деспентес «Красивые вещи», переведенный с французского Эммой Рамадан, получил премию «Лучшая переведенная книга» за 2019 год. «Ла Бастарда» Трифонии Мелибеа Обоно в переводе Лоуренса Шимеля и первый роман женщины из Экваториальной Гвинеи, опубликованный на английском языке, вошли в шорт-лист премии Lambda Literary Awards 2019 в категории «Лесбийская фантастика». Феминистическая пресса также учредила премию Луизы Мериуэзер за первую книгу, литературную премию для женщин-дебютантов в партнерстве с литературным журналом TAYO. В 2017 году Й. З. Чин стала первой обладательницей премии Луизы Мериуэзер за первую книгу и сборник рассказов «Хотя я добираюсь домой». Премия была присуждена Клаудии Д. Эрнандес в 2018 году за «Вязание тумана» и Мелиссе Валентайн в 2019 году за «Имена всех цветов». Феминистская пресса выиграла Премию Ивана Сандрофа за заслуги перед публикой в 2020 году на церемонии вручения наград Национального круга книжных критиков.

## WSQ
Феминистическая пресса также издает «WSQ: Women’s Studies Quarterly» — рецензируемый научный журнал. Журнал начал свою деятельность как «Бюллетень женских исследований» в 1972 г., а в 1981 г. был переименован в «Ежеквартальный вестник женских исследований». Сегодня он выходит два раза в год и называется WSQ. Охватывая широкий круг тем в рамках новых женских исследований, журнал публиковал такие выпуски, как «Технологии», «Гражданство» и «Материнство». Предмет каждой проблемы рассматривается через различные направления, включая психоаналитические, юридические, исторические.

## Известные публикации

### Книги
- Датский, Барбара (1971). Дракон и Доктор. Олд Вестбери, Нью-Йорк: феминистская пресса. ISBN 0-912670-00-2.
- Хардинг Дэвис, Ребекка (1972). Жизнь на железных мельницах и другие рассказы. С биографической интерпретацией Тилли Олсен. Олд Вестбери, Нью-Йорк: феминистская пресса. ISBN 9780935312393.
- Окли, Мэри Энн Б. (1972). Элизабет Кейди Стэнтон. Олд Вестбери, Нью-Йорк: феминистская пресса. ISBN 9780912670034.
- Эренрайх, Барбара; Английский язык, Дейрдра (1973). Ведьмы, акушерки и медсестры: история женщин-целительниц (1-е изд.). Олд Вестбери, Нью-Йорк: феминистская пресса. ISBN 9781558616615.
- Эренрайх, Барбара; Английский язык, Дейрдра (1973). Жалобы и расстройства: сексуальная политика болезни. Олд Вестбери, Нью-Йорк: феминистская пресса. ISBN 9780904665017.
- Перкинс Гилман, Шарлотта (1973). Желтые обои. Послесловие Элейн Р. Хеджес. Нью-Йорк, Нью-Йорк: феминистская пресса. ISBN 9781558611580.
- Смедли, Агнес (1973). Дочь Земли. Олд Вестбери, Нью-Йорк: феминистская пресса. ISBN 9781936932788.
- Видерберг, Сив (1973). I’m Like Me: Стихи для людей, которые хотят расти равными. Перевод Верна Моберга. Олд Вестбери, Нью-Йорк: феминистская пресса. ISBN 9780912670089.
- Шопен, Кейт (1974). Буря и другие истории. Отредактировано и с введением Пера Зейерстеда. Олд Вестбери, Нью-Йорк: феминистская пресса. OCLC 3104145.
- Фриман, Мэри Элеонора Уилкинс (1974). Восстание матери и другие истории. Послесловие Мишель Кларк. Олд Вестбери, Нью-Йорк: феминистская пресса. ISBN 9781419180491.
- Кляйн, Норма (1974). Поезд для Джейн. Иллюстрировано Мириам Шоттланд. Олд Вестбери, Нью-Йорк: феминистская пресса. ISBN 9780912670348.
- Мейсон, Бобби Энн (1975). Девушка-сыщик: феминистское руководство. Олд Вестбери, Нью-Йорк: феминистская пресса. OCLC 1154562966.
- Шевиньи, Бель Гейл (1976). Женщина и миф: жизнь и писания Маргарет Фуллер. Олд Вестбери, Нью-Йорк: феминистская пресса. ISBN 9780912670430.
- Кирнс, Марта (1976). Кете Кольвиц: женщина и художник. Олд Вестбери, Нью-Йорк: феминистская пресса. ISBN 9780912670157.
- Мори, Инес (1976). Моя мама-почтальон / Mi Mamá la Cartera. Перевод Норы Э. Алемани. Иллюстрировано леди МакКрэди. Олд Вестбери, Нью-Йорк: феминистская пресса. ISBN 9780912670232.
- Смедли, Агнес (1976). Портреты китайских женщин в революции. Олд Вестбери, Нью-Йорк: феминистская пресса. ISBN 9780912670447.
- Розен, Рут; Дэвидсон, Сью, ред. (1977). Документы Мэйми. Олд Вестбери, Нью-Йорк: феминистская пресса. Опубликовано в Библиотеке Шлезингера, Колледж Рэдклифф, Кембридж, Массачусетс. ISBN 9781558611436.
- Фелпс, Этель Джонстон (1978). Tatterhood и Other Tales: истории о волшебстве и приключениях. Иллюстрировано Памелой Болдуин Форд. Олд Вестбери, Нью-Йорк: феминистская пресса. OCLC 1036888564.
- Шоуолтер, изд. Элейн. (1978). Эти современные женщины: автобиографические очерки двадцатых годов. Олд Вестбери, Нью-Йорк: феминистская пресса. ISBN 9781558610071.
- Уилсон, Майкл (1978). Соль Земли: сценарий. Комментарий Деборы Сильвертон Розенфельт. Олд Вестбери, Нью-Йорк: феминистская пресса. OCLC 1036858969.
- Херстон, Зора Ниэл (1979). Я люблю себя, когда смеюсь. . . И затем снова, когда я выгляжу подлым и впечатляющим: читательница Зоры Нил Херстон. Под редакцией Элис Уокер. Олд Вестбери, Нью-Йорк: феминистская пресса. ISBN 9780912670669.
- Ирвин, Хэдли (1979). Лето Лилит. Олд Вестбери, Нью-Йорк: феминистская пресса. ISBN 9780912670515.
- Маршалл, Пол (1981). Коричневая девочка, Браунстоуны. Олд Вестбери, Нью-Йорк: феминистская пресса. ISBN 9781558614987.
- Пейли, Грейс (1991). Долгие прогулки и задушевные беседы. Нью-Йорк: феминистская пресса. ISBN 9781558610446.
- Айду, Ама Ата (1993). Изменения: история любви. Нью-Йорк: феминистская пресса. ISBN 9781558610651.
- Инес де ла Крус, Хуана (1994). La respuesta [Ответ: включая сборник стихов]. Нью-Йорк: феминистская пресса. ISBN 9781558610774.
- Клюгер, Рут (2001). Все ещё жив: воспоминания о Холокосте. Нью-Йорк: феминистская пресса. ISBN 9781558614369.
- Мериуэзер, Луиза (2002). Папа был бегуном по номерам. Нью-Йорк: феминистская пресса. ISBN 9781558614420.
- Ривербенд (2005). Багдад горит. Нью-Йорк: феминистская пресса. ISBN 9781558614895.
- Олдрич, Энн (2006). Мы идем одни. Нью-Йорк: феминистская пресса. ISBN 9781558615250.
- Деспент, Вирджини (2010). Теория Кинг-Конга. Нью-Йорк: феминистская пресса. ISBN 9781558616578.
- Эренрайх, Барбара; Английский язык, Deirdre (2010). Ведьмы, акушерки и медсестры: история женщин-целительниц (2-е изд.). Нью-Йорк: феминистская пресса. ISBN 9781558616615.
- Бонд, Джастин Вивиан (2011). Танго: мое детство, назад и на высоких каблуках. Нью-Йорк: феминистская пресса. ISBN 9781558617476.
- Херстон, Зора Ниэл (2011). Я люблю себя, когда смеюсь: читатель Зоры Нил Херстон. Нью-Йорк: феминистская пресса. ISBN 9780912670669.
- Парсипур, Шахрнуш (2011). Женщины без мужчин (2-е изд.). Нью-Йорк: феминистская пресса. ISBN 9781558617537.
- Pussy Riot (2013). Pussy Riot!: панк-молитва за свободу: письма из тюрьмы, песни, стихи и заявления из зала суда, а также дань уважения панк-группе, которая потрясла мир. Нью-Йорк: феминистская пресса. ISBN 9781558618343.
- Торрес, Тереска. Женские казармы.

### Серии
Феминистская пресса выпустила несколько книжных серий. «Женщины пишут в Африке» была начата в 1994 году при финансовой поддержке Фондов Форда и Рокфеллера. Четырёхтомная серия была завершена в 2009 году. Как и двухтомная «Женщины, пишущие в Индии», серия состоит из уникальной для региона женской литературы. Серия «Роковые женщины», в которой представлены романы женщин, писавших в 1930-х, 40-х и 50-х годах, была запущена в 2003 году и включает в себя недавние выпуски, такие как «Возвращение на Лесбос» 2013 года.